# Тотално помрачење Сунца
„Тотално помрачење Сунца” је југословенски документарни ТВ филм из 1961. године. 

## Улоге
| Глумац          | Улога   |
| --------------- | ------- |
| Љубомир Зечевић | Наратор |